# テムズ・スクラマサクス
座標: 北緯51度29分03秒 西経0度08分38秒 / 北緯51.484202度 西経0.143874度
テムズ・スクラマサクス（Thames scramasax）としても知られるベアグノズのサクス（Seax of Beagnoth）は、10世紀のアングロ・サクソン人のサクス（片刃のナイフ）である。1857年にテムズ川で発見され、現在はロンドンの大英博物館で展示されている。この剣は高級な武器であり、銅や青銅、そして銀線で精緻な象嵌が施されている。剣の片側にはルーン文字で記された「ベアグノズ（Beagnoth）」という名前だけでなく、既に知られている中で唯一アングロ・サクソン・ルーン28文字が完全に刻まれている。ルーンのアルファベットは魔術的な働きがあり、ベアグノズという名前は武器の持ち主か、剣を作った鍛冶師であると考えられる。多くのアングロ・サクソンやヴァイキングの剣やナイフの刃に見られるのはラテン文字の銘であり、ルーン文字の銘文は柄や鞘に刻まれているが、ベアグノズのサクスは刃にルーン文字の銘文が見られるほんの一握りの例である。

## 発見
1857年の始めごろ、労働者のヘンリー・J・ブリッグスはバタシー近くのテムズ川の中でサクスを発見した 。ブリッグスはサクスを大英博物館へ売却し、1857年4月21日、大英博物館の古美術品部門で働いていた古物収集家オーガスタス・ウラストン・フランクスによってロンドン考古協会に展示されたが、このときは「フランク族のスクラマサクスに似ているが、イングランドで発見される例は非常に稀である。また、ルーン文字が金で象嵌されている」と記述された。それ以来この武器は「テムズ・スクラマサクス」と呼ばれたが、（古フランク語の *scrâmasahs に由来する） scramasax という用語を裏付けるものがトゥールのグレゴリウスの『フランク史』のみであり、 scrama- という要素が何を意味するか明確ではない。そのため、近年の研究者はこの種の武器にはロング・サクス（long saex あるいは  long sax）という用語を選んでいる。

## 解説
このサクスは切っ先の長い片刃のナイフである。全長72.1cm、うち茎（なかご）は17.0cm、刃は55.1cmである。現存はしていないが、茎には柄があったと考えられる。
これは威信のある武器であり、刃の両面にハンマーで打ち伸ばして捻りを入れた銅や真鍮、そして銀の線材で、溝を切った刃を幾何学的な文様で装飾し、同様に銅と真鍮、銀の三角形や菱形の象嵌が入れられている。装飾的なパターンと銘文を象嵌する技術は9世紀から10世紀にかけてのゲルマン人やアングロ・サクソン人のサクスや槍の穂先には広く用いられているものであり、同時代のヴァイキングの剣にも同様のものが発見されている。

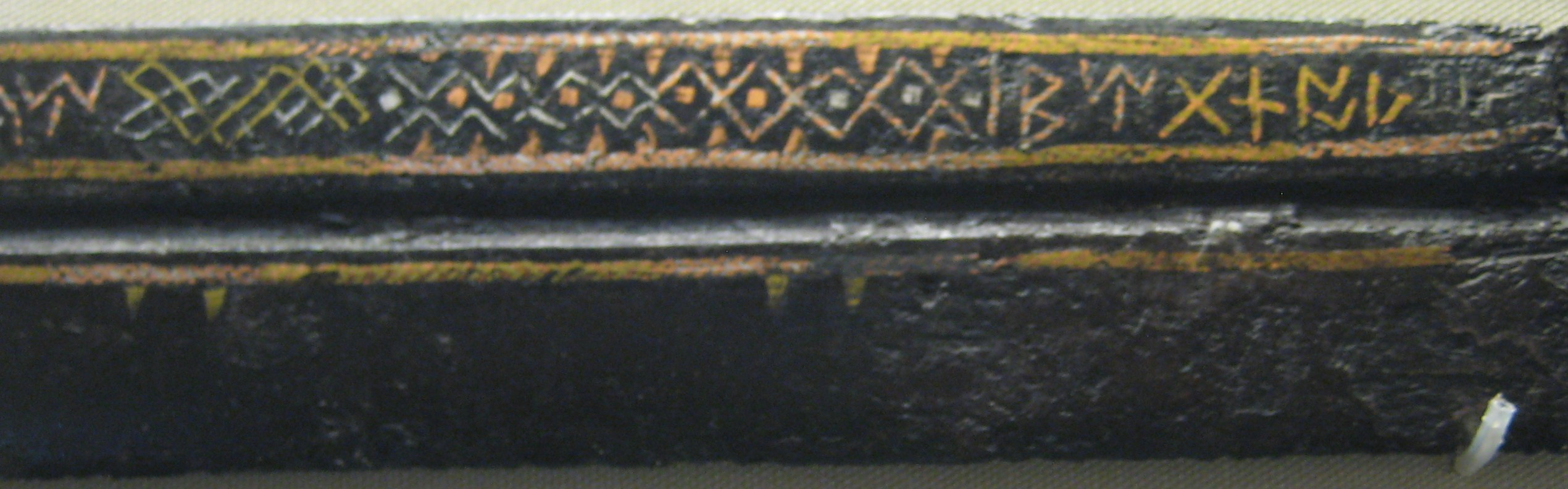
ベアグノズのサクスのディテール。2つの銘文の間に線の象嵌が見られる。

サクスの両面には刃の全長に渡る深い正中溝があり、その上側に上辺と下辺に銅線の象嵌がされた長い矩形がある。この矩形のうちサクスの一方の面のものは銀と銅の線材による菱形のパターンで埋められているが、これはおそらくパターン溶接の実験したものと考えられる。もう一方の側の矩形には2つのルーン銘文が真鍮と銀の線材で象嵌されている。銘文の左側のものは、アングロ・サクソン・ルーン、あるいはフソルクの全28文字である。右側には銀と真鍮の杉綾文様で他方と分たれて「Beagnoþ」あるいは 「Beagnoth」( ᛒᛠᚷᚾᚩᚦ ) という男性の名前が入れられているが、これは刀身の制作者か最初の所有者の名前であると推測されている。

## 銘文
刀身のフソルクの銘文は以下の通りである。
| サクスでの並び順 | 標準的なルーン | USC | 古英語名                              | ローマ字音訳 | ザルツブルク・ウィーン写本の並び順 |
| ---------------- | -------------- | --- | ------------------------------------- | ------------ | ---------------------------------- |
| 1                |                | ᚠ   | feoh                                  | f            | 1                                  |
| 2                |                | ᚢ   | ur                                    | u            | 2                                  |
| 3                |                | ᚦ   | þorn                                  | þ            | 3                                  |
| 4                |                | ᚩ   | ós                                    | o            | 4                                  |
| 5                |                | ᚱ   | rad                                   | r            | 5                                  |
| 6                |                | ᚳ   | cen                                   | c            | 6                                  |
| 7                |                | ᚷ   | gyfu                                  | g            | 7                                  |
| 8                |                | ᚹ   | wynn                                  | w            | 8                                  |
| 9                |                | ᚻ   | hægl                                  | h            | 9                                  |
| 10               |                | ᚾ   | nyd                                   | n            | 10                                 |
| 11               |                | ᛁ   | is                                    | i            | 11                                 |
| 12               |                | ᛄ   | ger                                   | j            | 12                                 |
| 13               |                | ᛇ   | eoh                                   | ɨ            | 13                                 |
| 14               |                | ᛈ   | peorð                                 | p            | 14                                 |
| 15               |                | ᛉ   | eolh                                  | x            | 15                                 |
| 16               |                | ᛋ   | sigel （ ᚴ と記されている。下記参照） | s            | 16                                 |
| 17               |                | ᛏ   | Tiw                                   | t            | 17                                 |
| 18               |                | ᛒ   | beorc                                 | b            | 18                                 |
| 19               |                | ᛖ   | eh                                    | e            | 19                                 |
| 20               |                | ᛝ   | ing                                   | ŋ            | 22                                 |
| 21               |                | ᛞ   | dæ                                    | d            | 23                                 |
| 22               |                | ᛚ   | lagu                                  | l            | 21                                 |
| 23               |                | ᛗ   | mann                                  | m            | 20                                 |
| 24               |                | ᛟ   | eþel （と記されている。下記参照）     | œ            | 24                                 |
| 25               |                | ᚪ   | ac                                    | a            | 25                                 |
| 26               |                | ᚫ   | æsc                                   | æ            | 26                                 |
| 27               |                | ᚣ   | yr                                    | y            | 28                                 |
| 28               |                | ᛠ   | ear                                   | ea           | 27                                 |

この銘文には、まれな特徴がいくつかある。まず第一に、ルーン文字の順番が、より古い24文字のルーン・アルファベットの伝統的な配列や、ザルツブルク・ウィーン写本に残されたアングロ・サクソン・フソルクの28文字の配列とぴったり一致しない。最初の19番目までのルーン文字は順番通りであるが、続く4文字（20番目から23番目の ᛝᛞᛚᛗ ）は、他の出典とは一致しない混乱した並び方をしている。最後の2つのルーン文字（27番目と28番目のᚣᛠ）は、ザルツブルク・ウィーン写本の並びと順番が入れ替わっていると考えられるが、これらは元の24文字のルーン文字に遅れて付け加えられたため、並び順が安定していなかったと考えられる。特に最後の文字 ᛠ は、アングロ・サクソンの写本では極めて稀である（この銘文の他ではドーバーで見つかった Jɨslheard ᛄᛇᛋᛚᚻᛠᚱᛞ という名前に現れる）。
第二に、16番目のルーン文字 (ᛋ)はとても小さく、後付けされたため縮められたように見える。
第三に、いくつかのルーン文字の書体が通常とは異なっている。
- 12番目の ᛄ は円の代わりに水平線が一本書かれているが、菱形や十字は他の銘文や写本の例によく見られるものである[13]。
- 16番目の ᛋ は通常と異なるが、これはいくつかの碑文（例えば聖カスバート（英語版）の聖堂のもの）にも見られる。このルーン文字の書式は、アングロ・サクソン語の写字体に用いられたインシュラー体のS（英語版）と非常に似た形状をしている（両者とも垂直の軸線に水平もしくは右上がりの横線がある）ため[14]、この文字から借用したと確信する研究者もいる。一方エリオットは、左に分岐する一画を整理した上に、文字を鏡写しにした、通常のルーン文字を進化させたものと見なしている[15]。
- 21番目の ᛞ は、中央で交差する三角形ではなく、三角形を形成する2本の斜めの線が交わる形で通常とは異なる。これはおそらく異常な形であると考えられる[12]。
- 24番目の ᛟ は通常の形では2本の斜め線の脚を持つ代わりに、1本の垂直線を持つ変わった形をしている。この形はルーン文字の碑文と、しばしば写本のテキスト中にも見られる[14]。アデレード大学の元英語教授ラルフ・エリオット（英語版）は、標準的なルーン文字を簡略化して表したものであると示唆している[11]。
- 27番目の ᚣ は中央部に垂直線ではなく十字を伴うもので通常と異なる形である[14]。

これらの風変わりな点は、銘文をデザインした職人がルーンの綴り方をよく知らなかったことを示していると考えられる。しかし特異な書体のいくつかは、ルーン文字を線材で象嵌するのが困難なことに起因する間違いであるかもしれない。
ベアグノズの名前の銘文は以下の通りである。
名前の銘文には珍しい特徴は見られないが、名前の右上には文字のように見える奇妙なデザインが2つあり、これは誰にも説明出来ていない。

## 年代と来歴
ヨーロッパのサクスの年代は7世紀から11世紀にかけてのもので、イングランドで最も古い例は7世紀の墓地から出土したものである。単独所見によれば、イングランドで発見されたサクスの年代は9世紀から10世紀にかけてのものであると考えられ、ベアグノズのサクスは10世紀のものとされる。
ベアグノズのサクスと似通ったサクスの数振りとして、イングランド南部（ロンドンの3振り、サットン・フーの1振り、バークシャーのキーン・エッジ・フェリーのテムズ川の1振り）から見つかったものと、イングランド北部にあるダラムのフルバックで見つかったものが知られている。バークシャーのサクスは構造とデザインがベアグノズのサクスに非常に似ているため、両者は同じ工房で作られた可能性がある。
エリオットは、ベアグノズのサクスの銘文はアングロ・サクソン・フソルクの28文字のみから成っており、当時ノーサンブリア語の碑文に使用された、追加された文字を含まないことから、イングランド南部の、おそらくケント王国に起源を持つと示唆している。
サクスに刻まれたベアグノズという名前も、またケントに由来する。何故なら、写本に見られるこの名前のたった2つの例がケント族のものだからである。ベアグノズという人物の1つ目の例はケント王エアドウルフによる、ケントのロチェスターにある聖アンドリュー教会に牧草地を譲渡する特許状に見られるもので、748年から760年の間に死亡した 。もうひとりのベアグノズ（Beahnoþとも綴られる）は、803年に行われたCouncils of Cloveshoに出席したケント出身の修道士で、844年にウェセックス王エゼルウルフに宣言の立会人にされた。「ベアグノズ」という名前は古英語の指輪、ブレスレット、トルク、あるいは王冠を意味する bēag あるいは bēah と、大胆さを意味する nōþ という言葉に由来し、リングボルド（Ringbold）と翻訳することができる。

## 重要性
ベアグノズのサクスは、ルーン銘文の入ったアングロ・サクソンの武器であること、そしてその銘文がアングロ・サクソン「フソルク」の28文字の全ての文字を刻んだ唯一のものであるといういずれの点においても稀少な例である。

### ルーン銘文の入った刃物
北欧にはルーン文字の銘文が入った武器、とりわけ剣の伝説が広く伝わっている。古エッダの「シグルドリーヴァの歌」の第6スタンザにおいて、ヴァルキューレのシグルドリーヴァが英雄シグルズに魔法の加護を得るため、どのように剣にルーン文字を彫るかを教える。
| "Sigrúnar þú skalt kunna, ef þú vilt sigr hafa, ok rísta á hialti hiǫrs, sumar á véttrimum, sumar á valbǫstum, ok nefna tysvar Tý" | "Victory runes you must know if you will have victory, and carve the on the sword's hilt, some on the grasp and some on the inlay, and name Tyr twice." | 「勝利を望むならば 勝利のルーネを知らなければなりません 剣の柄の上に、あるいは血溝に、 また、剣の峰に彫り、 二度チュールの名を唱えなさい」 |

この詩は王の写本に収録されているもので、13世紀終わりごろまで書き留められなかったが、もっと古い時代の要素を保持しているかもしれない。また一方、類似した警告が古英語詩『ベーオウルフ』の1694行目から1698行目にかけて見られ、これはおおまかにはベアグノズのサクスと同年代のものである。
この詩は13世紀終わりごろまで書き留められる
| "Swā wæs on ðǣm scennum scīran goldes þurh rūn‐stafas rihte gemearcod, geseted and gesǣd, hwām þæt sweord geworht, īrena cyst ǣrest wǣre, wreoþen‐hilt ond wyrm‐fāh." | "On clear gold labels let into the cross-piece it was rightly told in runic letters, set down and sealed, for whose sake it was that the sword was first forged, that finest of iron, spiral-hilted, serpent-bladed." | 「また鍔に差し込まれた輝く黄金の銘板には、 かの剣、この上なき鉄（くろがね）の名剣、柄の曲がりくねった 蛇（くちなわ）の意匠をもって飾った太刀が、 そもそも誰（た）がために造られたるかが、 ルーン文字をもって、正しく刻まれていた。」 |

『ベーオウルフ』には剣の持ち主の名を柄にルーン文字で刻む習慣について言及している。この慣習についてはケントで見つかった6世紀の剣の柄頭とワイト島のチェッセル丘陵で見つかった6世紀の銀の鞘の口金で確認されており、いずれも断片的なルーン銘文が残されている。後者はケントに由来するもの以外で、アングロ・サクソンルーンの銘文が彫られた武器の唯一の例である。ほかのアングロ・サクソンの武器は一文字のルーン文字が見られる。たとえば、いずれもケントで発見された剣の柄頭2つと槍の刃1つにアングロ・サクソンの戦争の神ティウを象徴するt-ルーン（「シグルドリーファの歌」のチュールよりも早い実例である）が見つかっている。従って、アングロ・サクソンのルーン銘文は、いくつか知られているものの、ベアグノズのサクスほど長く、あるいは際立ったものはない。その上、ベアグノズのサクスは刃にルーン銘文がある唯一のアングロ・サクソンの武器であり、刃に4文字のルーンが十字に刻まれた、暗号的なルーン銘文のあるシュレッツハイムの剣を除き、刃にルーン文字の銘文を入れられた剣やナイフのはヨーロッパのどこにも他に例がない。これとは対照的に、ラテン文字の銘文がヴァイキングの剣には頻繁に見られる。例えば、制作者の名前ウルフバルト（Ulfberht）の象嵌が入った、およそ100振りほどの剣が300年の間知られていた。
『ベーオウルフ』からの引用に基づけば、「ベアグノズ」はサクスのもともとの所有者の名前ということになるだろう。しかしながら、ヴァイキングとアングロ・サクソンの武器には、所有者の名前の代わりに武器の制作者の名前が所有者の名前と同様に入れられる（以下のシッティングボーン・サクスを参照）。ケンブリッジ大学の元エリントン学寮およびボズワース学寮のアングロ・サクソン語教授レイモンド・ページは、この銘文について4つの可能性を示唆する。

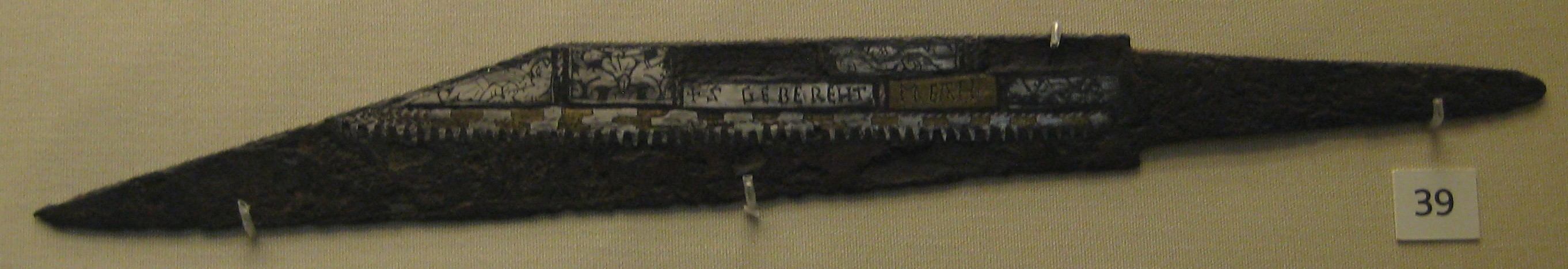
ケント州シッティングボーンから出土した「ブロークン・バック」サクスにはインシュラー体で ☩ BIORHTELM ME ÞORTE（「Biorhtelmが我を作った」）という銘文と ☩ S[I]GEBEREHT ME AH（S[i]geberehtが我を所有した）という銘文がある。

1.暗黒時代の剣にしばしば制作者の名前が刻まれていたように、この名前はサクスを作った鍛冶の名前である。
2.これはフソルクを書けるルーン職人の名前である。ページはルーン職人の名前を加えることで、武器に特別な魔力を付与できたのだろうと推定している。
3.この名前はサクスのもともとの持ち主の名前である。ページの注記によれば「このスクラマサクスは見事な装備の一部で、それに自身の名前が刻まれるのを見ることは持ち主にとって誇らしかっただろう。
4.「贈り主の名前を刻むに足る素晴らしい贈り物」であるため、名前はサクスを贈り物として誰かに与えた人物の名前である。
ページはどの可能性が正しいのかは分からないと結論している。

### フソルクの銘文

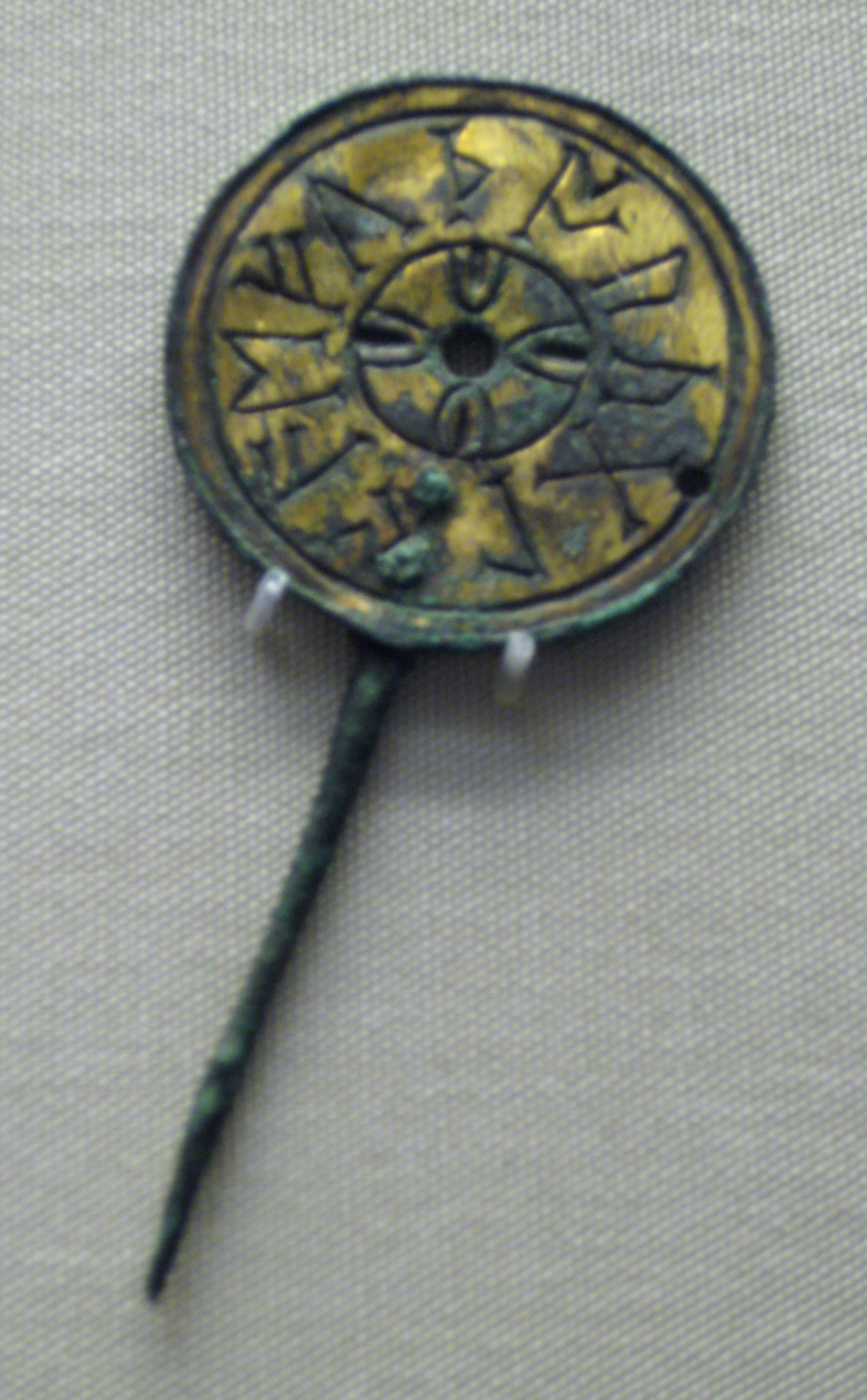
ノース・ヨークシャー、マルトンで発見されたアングロ・サクソンのディスク・ヘッドピンには、フソルクの最初の7ないし8文字に続けて3文字の母音が刻まれている(ᚠᚢᚦᚩᚱᚳᚷᛚᚪᚫᛖ)

サクスのルーン銘文は制作者もしくは所有者を特定できるだけでなく、アングロ・サクソン・ルーンの28文字を備えた稀少な例である。相対的には、より早い時期の24文字の古フサルクと16文字の新フサルクのアルファベットの例は、ヨーロッパ大陸やスカンディナヴィアのルーン碑文で一般的であるが、歴史的に後になるアングロ・サクソン・フソルクによる碑文は、イングランドにおいては稀である。アングロ・サクソン・フソルクのほとんどの例は、写本の出典から知ることが出来る。このサクスは基本的なアングロ・サクソンのルーン・アルファベットが28文字が残された唯一の銘文である。フソルクの不完全な最初の16文字は、サフォークのバランドンで発見された円盤形のサクソン中期のピンに見られ、7ないし8文字のフソルクの最初の文字が刻まれたヘッドピンがノース・ヨークシャーのマルトンから見つかっている。
フソルクの銘文が入れられた意図は明確ではないが、ページは単なる装飾的なものではなく、魔法的な重要性を持っていたに違いないとしている。彼は剣にルーン文字を彫刻することは、古代に行われた魔法による保護の一形態だったが、ケント王国では9世紀までにルーンの知識が衰退してしまい、サクスの持ち主は威信を目的に古風な銘文を入れることを依頼したのではないかとしている。ルーン文字の順序とデザインに誤りがあるという事実は、サクスを制作した職人が自分の作った武器にこのようなルーンの銘文を入れるのに慣れていなかったことを示唆しており、写本のテキストから不正確に写したのではないかと考えられる。